# Emil Bieber
August Emil Julius Berlin-Bieber (* 8. Januar 1878 in Hamburg als August Emil Julius Berlin; † 29. April 1962 in Kapstadt) war ein deutscher Porträtfotograf mit Atelier in Hamburg.

## Leben
Emil Berlin wurde 1878 als Sohn des Fotografen Leonard Berlin in Hamburg geboren. 1892 übersiedelte er mit seinen Eltern nach Berlin. 1897 begann er eine Ausbildung zum Fotografen. Während seiner Lehre arbeitete er in Budapest und London bei Freunden seines Vaters. Am 1. Juli 1902 trat Emil Berlin als Gesellschafter in das von seiner Großtante Emilie Bieber 1853 gegründete fotografische Ateliers „E. Bieber“ in Berlin und Hamburg ein, das bis zu diesem Tag Leonard Berlin-Bieber als alleiniger Geschäftsführer betrieben hatte. Ab diesem Zeitpunkt wurde das Atelier als Offene Handelsgesellschaft geführt. Nach dem Verkauf des Berliner Ateliers im September 1910 war er zunächst alleiniger Gesellschafter des Ateliers E. Bieber in Hamburg. Zum 1. Mai 1911 wurde sein Vater Leonard Berlin-Bieber wieder Gesellschafter einer offenen Handelsgesellschaft. Im Ersten Weltkrieg diente Berlin-Bieber als Soldat.
Emil Berlin heiratete am 7. August 1912 die 10 Jahre jüngere Agnes Windel, die in den 50er und 60er Jahren des 20. Jahrhunderts unter dem Namen Agnes Windeck als Schauspielerin allgemein bekannt war. Sie besaßen Anfang der 20er Jahre ein Sommerhaus in Großhansdorf. Seit Oktober 1927 war er in zweiter Ehe mit Martha Windel verheiratet. Aus dieser Ehe stammten die Söhne Herbert und Peter.
Emil Berlin-Bieber war als Jude in der Zeit des Nationalsozialismus der Ausgrenzung und Verfolgung mit Verschlechterung der Arbeits- und Lebensbedingungen ausgesetzt. Er musste im Januar 1938 das Deutsche Reich verlassen, seine Frau zwei Monate später. Nach einem kurzen Aufenthalt in England übersiedelte er nach Südafrika. Ein vergleichbarer beruflicher Erfolg wie in Hamburg gelang Berlin-Bieber nicht mehr. Er starb am 29. April 1962 in Kapstadt.

## Das fotografische Atelier „E. Bieber“

### Hamburg

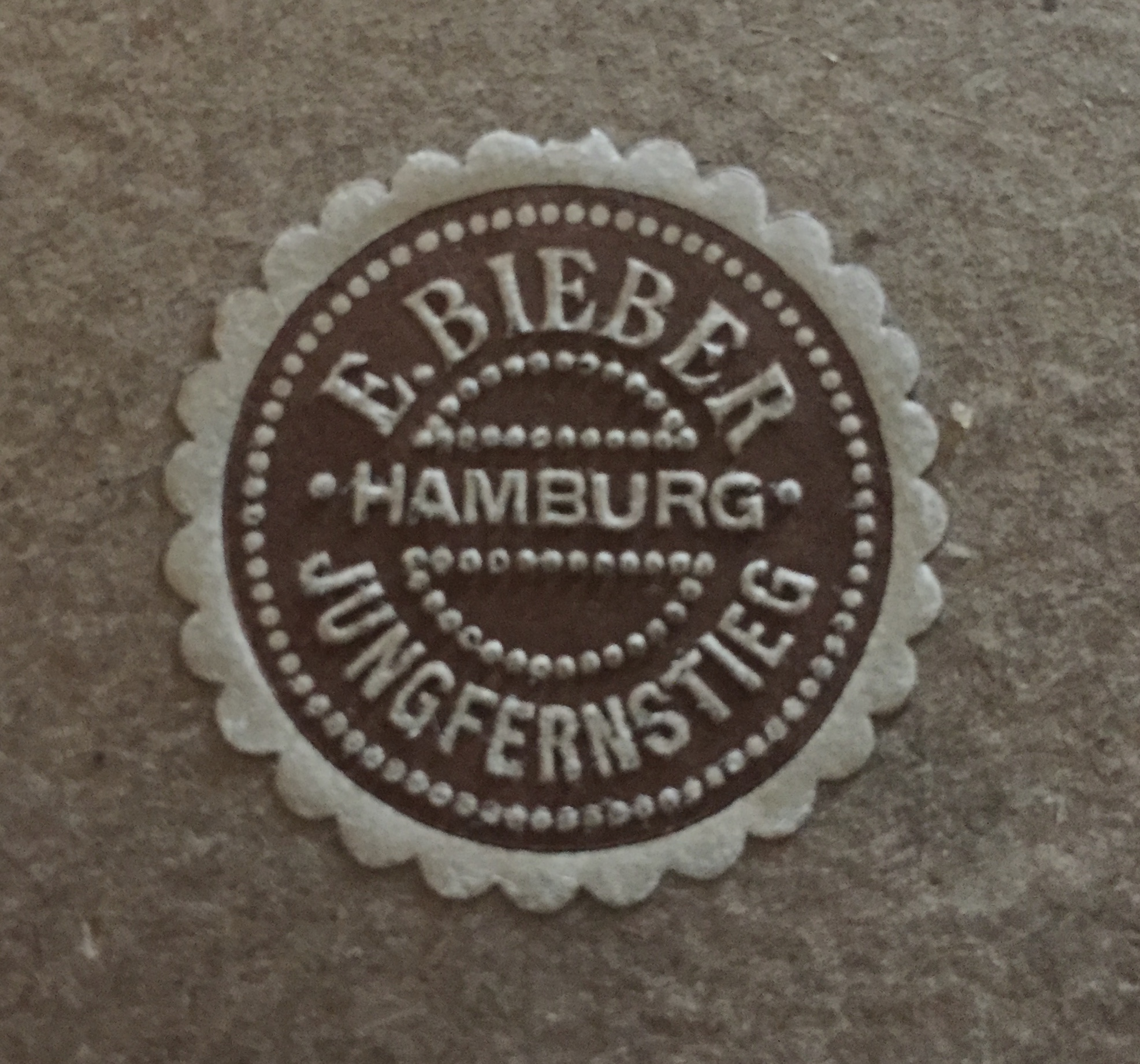
Siegelmarke E. Bieber

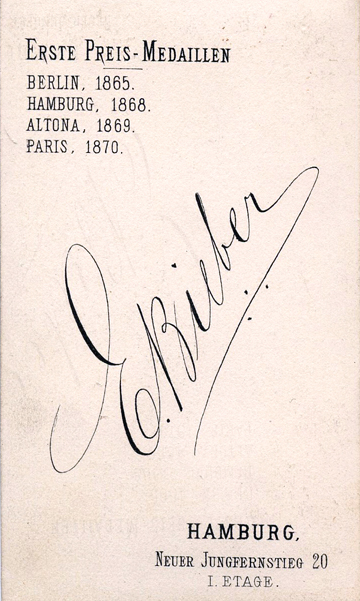
Revers einer CdV aus der Schaffenszeit von Emilie Bieber mit dem Schriftzug, den auch Emil Berlin-Bieber als Blindstempel nutzte.

Unter der Führung von Emil Berlin-Bieber wurde das fotografische Atelier „E. Bieber“ zu einem der bedeutendsten für Porträtaufnahmen in Deutschland. Zahlreiche Aufnahmen von Persönlichkeiten wie Albert Ballin, Carl Hagenbeck und Wilhelm II. und weniger bekannten Personen wie Carl Zarniko, Franziska Ellmenreich und Friedrich Bolte wurden mit einem Blindstempel signiert. Gemeinsam mit Rudolf Dührkoop war er einer der ersten Hamburger Berufs-Fotografen, die Porträtaufnahmen auch außerhalb der Atelierräume machten.
Im Mai 1903 bezog Emil Berlin-Bieber neue Räumlichkeiten im (Alten) Jungfernstieg 8/9. Anfang Januar 1904 zeigte Berlin-Bieber an, dass er das Haus im Neuer Jungfernstieg 20, das Emilie Bieber 1868 erworben hatte, verkauft habe und alle Aktivitäten an den (Alten) Jungfernstieg 8/9 Ecke Neuer Wall verlegt habe. Am 9. November 1911 eröffnete Berlin-Bieber eine neuerbaute obere Etage, die als Atelier für Aufnahmen diente. Ebenso waren neue Räumlichkeiten zur Präsentation von Aufnahmen entstanden. Anlässlich der Eröffnung fand eine Ausstellung der „technisch und künstlerisch besten seiner Arbeiten“ statt. Einige dieser Werke waren die „Verkuppelung zweier Techniken der Photographie und der Graphik“.
Am 16. September 1902 wurde das 50-jährige Jubiläum des Ateliers E. Bieber in Hamburg und Berlin gefeiert. 10 Jahre später wurde das 60-jährige Bestehen in Hamburg gefeiert – nun unter der Leitung von Emil Berlin-Bieber. Eine letzte Jubiläumsfeier aus Anlass der 75. Wiederkehr der Eröffnung fand am 16. September 1927 statt. Am 4. Dezember 1938 wurde vom Amtsgericht veröffentlicht, dass die Firma E. Bieber neben vielen anderen von jüdischen Inhabern geführten Firmen im Handelsregister gelöscht werde. Am 10. Dezember 1938 erschien eine Anzeige der Bildniswerkstätte Arthur C. Boos mit dem Hinweis auf das „E. Bieber Platten-Archiv“.

„Bis 1933 führte ich den Betrieb im Hause Jungfernstieg 8 mit durchschnittlich 18-20 Angestellten und Jahresumsätzen von um und über RM 100.000,-. Die Jahresgewinne beliefen sich auf etwa RM 20.000 bis 25.000. Die besondere Bedeutung meines Ateliers lag in Folgendem: Neben den photographischen Bildniswerkstätten führte ich auch ein großes Mal-Atelier, in dem durchschnittlich 3 akademische Porträtmaler beschäftigt waren. Außerdem hatte ich ein Dauerabkommen mit der führenden hamburgischen Presse, die ich mit Porträts von hervorragenden Persönlichkeiten aus Politik, Kunst und Wissenschaft belieferte.“

Mit der Machtübernahme der Nationalsozialisten 1933 begann der Niedergang des fotografischen Ateliers E. Bieber.

### Berlin
Am 1. Juli 1902 wurde „Emil Berlin, Photograph zu Berlin,“ Gesellschafter des von seinem Vater Leonard Berlin geführten Ateliers „E. Bieber“. Das Berliner Atelier „E. Bieber“ als Zweigniederlassung wurde im September 1910 aufgelöst. Eigentümer wurde Julius Rosenberg. Das Fotoatelier „E. Bieber“ (Berlin) bestand auf diese Weise in der Leipziger Straße 124 noch bis in die 1940er Jahre und in der Albrechtstraße 2 von 1952 bis 1957.

### Mitarbeiter
Im August 1914 wurden die Ehefrau Albertine Sophie Agnes Berlin, Carl Christian Anton Maas und Raimund Ferdinand Schmiedt (1874–1943) zu Prokuristen ernannt. Weitere Mitarbeiter: Christian Hissenauer.

### Hoflieferant
- Ernennung zum „Königlichen Hofphotographen“ des Prinzregenten Luitpold von Bayern im Juni 1903[27]
- Anlässlich seiner Verheiratung verlieh Kronprinz Wilhelm ihm 1905 den Titel Hoflieferant.[28][29]
- Ernennung zum Hoffotografen des Großherzogs von Mecklenburg-Strelitz im Januar 1911[30]

### Auszeichnungen
- Verdienstmedaille in Silber mit Schwertern des Sachsen Ernestinischen Hausordens, verliehen vom Herzogtum Sachsen-Coburg und Gotha am 12. Januar 1906.[31]
- Ehrenzeichen für Kunst und Wissenschaft, die Lippische Rose am Ringe, verliehen von Leopold Fürst zu Lippe, (1912)[32]
- 1926: Silberne Medaille des C.V. (Central-Verband Deutscher Photographen-Vereine und Innungen)[33]

### Verbleib
Die 35.000 Platten des Ateliers gelangten nach dem Krieg nahezu vollständig und unversehrt an den Axel-Springer-Verlag. Dieser geordnete Bestand von großem historischen Wert wurde Anfang des Jahres 1958 mit dem Einverständnis Emil Berlin-Biebers im Rahmen einer Leseraktion des Hamburger Abendblatts an Interessierte verteilt und so als Sammlung unwiederbringlich zerstört.

## Hedwig Bieber, fotografisches Atelier
Es gab zwischen 1920 und ca. 1965 ein weiteres Fotoatelier mit dem Namen Bieber in Hamburg. Es gehörte der Porträtfotografin Hedwig Bieber (1887–1976). Familienangehörige waren früher Glockengießer in Hamburg.

## Nutzungsrechte
Der Hamburger Fotograf Klaus Niermann erwarb 2004 die Verwertungsrechte an Emil Biebers Nachlass von dessen Sohn.